# Mauricio Mina
Mauricio Mina Quintero (Caloto, Cauca, Colombia; 24 de agosto de 1982) es un exfutbolista colombiano nacionalizado ecuatoguineano. Jugaba como delantero y se retiró en el Orsomarso de Colombia.

## Selección nacional
En 2014, Mina fue reclutado por la selección de Guinea Ecuatorial, equipo africano que se caracteriza por contratar a futbolistas afrodescendientes de Brasil y Colombia, incluso cuando éstos no vivieron en territorio ecuatoguineano antes de su primera convocatoria y que a su vez carecen de tener nacido en este país a alguno de sus padres o abuelos.
Debutó con el conjunto africano el 1 de junio de 2014, cuando disputó los 90 minutos de un partido correspondiente a la clasificación para la Copa Africana de Naciones de 2015. En aquel compromiso, celebrado en el Estadio de Malabo, marcó el primero de los tres goles con los cuales el Nzalang Nacional (apodo del seleccionado) derrotó a Mauritania y se clasificó a una nueva serie eliminatoria contra Uganda. Para pasar desapercibido ante los jueces del cotejo, Mina recibió cierta protección a través del pasaporte ecuatoguineano que le fue hecho, en el cual está inscrito como Mauricio Ondo, siendo llamado así por la prensa local. Archivado el 2 de abril de 2017 en Wayback Machine.. Ondo es un apellido popular en este país, proveniente de la etnia mayoritaria, fang.

## Clubes
| Club             | País     | Año         |
| ---------------- | -------- | ----------- |
| Envigado F. C.   | Colombia | 2006        |
| Depor Aguablanca | Colombia | 2006 - 2010 |
| Deportivo Pasto  | Colombia | 2011 - 2014 |
| Águilas Doradas  | Colombia | 2015        |
| Boyacá Chicó     | Colombia | 2015        |
| Orsomarso        | Colombia | 2016        |

## Estadísticas
| Envigado FC · Colombia |                     |                     |     |    |    |    |   |     |     |    |
| 1.ª | 2006                | 6                   | 0   | —  | —  | —  | — | 6   | 0   |    |
| Total club | Total club          | 6                   | 0   | 0  | 0  | 0  | 0 | 6   | 0   |    |
| Depor Aguablanca · Colombia                                                                                               |                     |                     |     |    |    |    |   |     |     |    |
| 2.ª | 2006-10             | 99                  | 28  | 11 | 6  | —  | — | 110 | 34  |    |
| Total club | Total club          | 99                  | 28  | 11 | 6  | 0  | 0 | 110 | 34  |    |
| Deportivo Pasto · Colombia                                                                                                |                     |                     |     |    |    |    |   |     |     |    |
| 1.ª | 2011                | 36                  | 11  | 10 | 5  | —  | — | 46  | 16  |    |
| 1.ª | 2012                | 25                  | 5   | 5  | 0  | —  | — | 30  | 5   |    |
| 1.ª | 2013                | 43                  | 13  | 0  | 0  | 6  | 2 | 49  | 15  |    |
| 1.ª | 2014                | 21                  | 3   | 4  | 3  | —  | — | 25  | 6   |    |
| Total club | Total club          | 125                 | 32  | 19 | 8  | 6  | 2 | 150 | 42  |    |
| Águilas Doradas · Colombia                                                                                                |                     |                     |     |    |    |    |   |     |     |    |
| 1.ª | 2015                | 14                  | 2   | 0  | 0  | —  | — | 14  | 2   |    |
| Total club | Total club          | 14                  | 2   | 0  | 0  | 0  | 0 | 14  | 2   |    |
| Boyacá Chicó · Colombia                                                                                                   |                     |                     |     |    |    |    |   |     |     |    |
| 1.ª | 2015                | 9                   | 1   | 0  | 0  | —  | — | 9   | 1   |    |
| Total club | Total club          | 9                   | 1   | 0  | 0  | 0  | 0 | 9   | 1   |    |
| Orsomarso SC · Colombia                                                                                                   |                     |                     |     |    |    |    |   |     |     |    |
| 2.ª | 2016                | 12                  | 2   | 2  | 0  | —  | — | 14  | 2   |    |
| Total club | Total club          | 12                  | 2   | 2  | 0  | 0  | 0 | 14  | 2   |    |
| Total en su carrera | Total en su carrera | Total en su carrera | 265 | 65 | 32 | 14 | 6 | 2   | 303 | 81 |
| (1) Incluye datos de la Copa Colombia (2) Incluye datos de Copa Sudamericana. (3) No incluye goles en partidos amistosos. |                     |                     |     |    |    |    |   |     |     |    |

### Resumen estadístico
- Actualizado el 18  de febrero de 2017.

| Competición                 | Partidos | Goles | Promedio |
| --------------------------- | -------- | ----- | -------- |
| Primera División            | 154      | 35    | 0,23     |
| Segunda División            | 111      | 30    | 0,27     |
| Copas nacionales            | 32       | 14    | 0,44     |
| Copas internacionales       | 6        | 2     | 0,33     |
| Selección Guinea Ecuatorial | 1        | 1     | 1,00     |
| Total                       | 304      | 82    | 0,28     |

## Palmarés

### Campeonatos nacionales
| Título    | Club            | País     | Año  |
| --------- | --------------- | -------- | ---- |
| Primera B | Deportivo Pasto | Colombia | 2011 |